# Thaya
Thaya (tjekkisk: Dyje) er en biflod til Morava. Floden er 290 km lang og løber for en stor dels vedkommende i grænselandet mellem Østrig og Tjekkiet, uden at den dog præcis er grænse mellem de to lande. 135 km ligger i Østrig og 155 km ligger i Tjekkiet.
Thayas kildefloder er Deutsche Thaya og Moravská Dyje (tysk: Mährische Thaya), der løber sammen i byen Raabs an der Thaya i Niederösterreich i Østrig.
Vigtige byer langs floden er:
- Raabs an der Thaya
- Drosendorf
- Vranov nad Dyjí
- Hardegg
- Znojmo
- Laa an der Thaya
- Lednice
- Břeclav